# Internationale Bachakademie Stuttgart
L'Internationale Bachakademie Stuttgart est une fondation à Stuttgart, créée par Helmuth Rilling en 1981 pour organiser et encourager des concerts et des ateliers de musique, tout particulièrement les Musikfest Stuttgart, dédiés spécialement à la musique de Jean-Sébastien Bach. Son directeur à partir du 1er juin 2013 sera Hans-Christoph Rademann.

## Musikfest Stuttgart
La fondation a organisé plusieurs cycles de concerts dont la Musikfest Stuttgart annuelle (depuis 2008 Europäisches Musikfest Stuttgart).

## Ensembles
Elle soutient les ensembles Gächinger Kantorei Stuttgart, Bach-Collegium Stuttgart et le Festivalensemble Stuttgart annuel et organise des classes de maître et des concerts-lecture.

## Collaboration internationale
La Bachakademie Stuttgart collabore avec le Festival Bach d'Oregon (en) et d'autres Bach Academies à Caracas, Buenos Aires, Tokyo, Osaka, Sendai, Budapest, Cluj-Napoca, Cracovie, Krasnoïarsk, Moscou, Prague, Riga, Tallinn, Athènes, et aussi avec l'Orchestre philharmonique d'Israël.
En 1994, l'Internationale Bachakademie Stuttgart a reçu le "UNESCO Music Prize" du Conseil international de la musique.

## Commandes
Elle a commandé des compositions telles que le Requiem de la Réconciliation en 1995, en 2000 des œuvres pour le projet "Passion 2000" qui a vu la participation de Sofia Goubaïdoulina (Johannes-Passion), de Tan Dun (Water Passion After St. Matthew), d'Osvaldo Golijov (La Pasión según San Marcos - la Passion selon Saint Marc), et de Wolfgang Rihm, ou en 2009 le Messiah par Sven-David Sandström, créé à l'Oregon Bach Festival et aussi joué au Festival de musique de Rheingau (de) et par la Philharmonie de Berlin.

## Enregistrements
Dans une Edition Bachakademie, toutes les œuvres de Bach sont publiées pour l'Année Bach 2000 en 172 CD par le label Hänssler Classic.